# Lože, Laško
Lože este o localitate din comuna Laško, Slovenia, cu o populație de 103 locuitori.